# Joakim Lagergren
Joakim Lagergren (Stockholm, 15 november 1991) is een professioneel golfer uit Stockholm, Zweden.

## Biografie
Lagergren werd in 2010 professional. In de Tourschool van 2010 haalde Lagergren de Final Stage op de PGA Golf de Catalunya. Hij eindigde niet bij de beste dertig spelers en kreeg dus alleen een tourkaart voor de Europese Challenge Tour, waar hij in 2011 een van de rookies was. Sindsdien kwam hij uit op de Challenge Tour, de Europese PGA Tour en de Nordic Golf League. In deze laatste tour behaalde hij zijn eerste overwinningen als professioneel golfer. In 2014 was Lagergren de beste op de Northern Ireland Open in de Challenge Tour. Zijn belangrijkste overwinning behaalde hij in 2018 dankzij winst op de Siciliaans Open op de Europese PGA Tour. 

### Overwinningen
| Jaar | Toernooi                  | Tour                             |
| ---- | ------------------------- | -------------------------------- |
| 2010 | Landskrona Masters        | Nordea Tour (Nordic Golf League) |
| 2011 | ECCO Spanish Open         | ECCO Tour (Nordic Golf League)   |
| 2013 | Isaberg Open              | Nordea Tour (Nordic Golf League) |
| 2013 | Marbella Club Golf Resort | Gecko Pro Tour                   |
| 2014 | Northern Ireland Open     | Challenge Tour                   |
| 2018 | Siciliaans Open           | Europese PGA Tour                |